# Westelijke gevlekte mierklauwier
De westelijke gevlekte mierklauwier (Thamnophilus atrinucha) is een zangvogel uit de familie Thamnophilidae (miervogels).

## Verspreiding en leefgebied
Deze soort komt voor van Belize tot Venezuela en Peru en telt twee ondersoorten:
- T. a. atrinucha: van zuidelijk Belize en noordwestelijk Guatemala tot noordwestelijk Venezuela en noordwestelijk Peru.
- T. a. gorgonae: het eiland Gorgona (nabij westelijk Colombia).

## Status
De grootte van de populatie is niet gekwantificeerd maar de soort wordt omschreven als vrij algemeen in het grootste deel van zijn verspreidingsgebied. Op de Rode lijst van de IUCN heeft deze soort de status niet bedreigd.